# Isabel da Borgonha
Isabel de Borgonha, também conhecida como Inês (em francês:  Isabelle; em alemão:  Isabella; 1270 — 1323) foi rainha consorte da Germânia pelo seu casamento com Rodolfo I da Germânia. 

## Família
Isabel era a filha de Hugo IV, Duque da Borgonha e da infanta Beatriz de Navarra, sua segunda esposa. Seus avós paternos eram Eudo III, Duque da Borgonha e Alice de Vergy. Seus avós maternos eram o rei Teobaldo I de Navarra e Margarida de Bourbon.
Ela teve quatro irmãos, que eram: Hugo, visconde de Avallon, marido de Margarida de Salins; Beatriz, senhora de Grignon, esposa de Hugo XIV, conde de La Marche; Margarida, senhora de Vitteaux, casada com João de Châlon, senhor de Arlay, e Joana, uma freira.
Do primeiro casamento de seu pai com Iolanda de Dreux, seus meio-irmãos foram: Eudo, senhor de Bourbon, marido de Matilde II de Nevers; João, senhor de Charolais, marido de Inês de Dampierre, senhora de Bourbon; Adelaide, duquesa de Brabante como esposa de Henrique III de Brabante; Margarida, senhora de Molinot, que foi casada duas vezes, e Roberto II, Duque da Borgonha, marido de Inês da França.

## Biografia
Em data anterior a setembro de 1272, ela ficou noiva de Carlos de Flandres, filho do conde Roberto III da Flandres e de Branca da Sicília. Porém, como ele morreu cedo, aos onze anos de idade, o casamento jamais aconteceu.
Em 5 ou 6 de março de 1284, a jovem de quatorze anos de idade, casou-se com o rei Rodolfo, de sessenta e sete, na Basileia, na atual Suíça. Ele era filho do conde Alberto IV de Habsburgo e de Edviges de Ciburgo. Antes de se casar com Isabel, ele tinha sido marido de Gertrudes de Hohenberg.
Em 1284, adotou o nome de Inês. 
Rodolfo faleceu em 15 de julho de 1291. O casal não teve filhos.
Mais tarde, Isabel casou-se com Pedro IX de Chambly, senhor de Neaufles, com quem teve uma filha.
Em 20 de novembro de 1294, ela recebeu o título de senhora de Vieux-Château e de Aignay-le-Duc, na Borgonha.
Isabel morreu em 1323, e foi enterrada em Paris, na França.

## Descendência
- Joana de Chambly, foi senhora de Neauphle-le-Chateau, casada com Filipe de Vienne, senhor de Pagny, e depois com João de Vergy, senhor de Mirebeau. Teve descendência.[3][4]